# Тумкур
Тумкур (англ. Tumkur) — город в индийском штате Карнатака. Административный центр округа Тумкур. Средняя высота над уровнем моря — 822 метра. По данным всеиндийской переписи 2011 года, в городе проживало 305 821 человека, из которых мужчины составляли 52 %, женщины — соответственно 48 %. Уровень грамотности взрослого населения составлял 75 % (при общеиндийском показателе 59,5 %). Уровень грамотности среди мужчин составлял 79 %, среди женщин — 70 %. 11 % населения было моложе 6 лет.